# Caladenia caudata
Caladenia caudata là một loài thực vật có hoa trong họ Lan. Loài này được Nicholls mô tả khoa học đầu tiên năm 1948.